# Schumacheria
Schumacheria es un género con cuatro especies de plantas  perteneciente a la familia Dilleniaceae.

## Taxonomía
El género fue descrito por Martin Vahl y publicado en Skrifter af Naturhistorie-Selskabet 6: 122. 1810. La especie tipo es: Schumacheria castaneifolia Vahl 

## Especies
- Schumacheria alnifolia Hook.f. & Thomson
- Schumacheria angustifolia Hook.f. & Thomson
- Schumacheria castaneifolia Vahl
- Schumacheria raphanoides Spreng. ex D.Dietr.